# Jeanne d'Halluin
Jeanne d’Halluin ou Jeanne de Halluyn (née en 1530), demoiselle de Pienne, baronne d’Alluye par son mariage, est la dame d'honneur de la reine de France Catherine de Médicis de 1547 à 1557.
Fille d'Antoine d'Halluin et Louise de Crèvecœur (veuve de Bonivet), elle est la sœur de Charles d'Halluyn, seigneur de Pienne (Nordpeene, Zuytpeene), marquis de Maignelay, duc d'Halluin, et de Louise de Cipierre. François de Montmorency, en est tombé amoureux et lui a fait une promesse de mariage. À la suite d'affaires politiques relatives à Henri II, elle est envoyée pendant un temps dans un couvent. Elle doit rompre son mariage secret avec le maréchal de Montmorency pour laisser ce dernier épouser Diane de France en 1557.
La même année, Jeanne d'Halluyn épouse Florimond III Robertet, baron d'Alluye (1540?-1569), futur secrétaire d'Etat (de 1559 à 1569, date de sa mort). Ils ont un fils, mort jeune, nommé Étienne Roberdet d’Alluye (l’orthographe de Robertet avait été changée entre-temps en Roberdet).
Saint-Simon la mentionne dans son ouvrage Mémoires complets et authentiques du duc de Saint-Simon sur le siècle.
Elle est une des héroïnes des Pardaillan de Michel Zévaco, où elle est censée être la mère de Loïse de Montmorency, fiancée de Pardaillan. La série Jeanne de Pienne d'Albert Riera avec Marie-Hélène Breillat dans le rôle de Jeanne est diffusée en 1969 à la télévision.

## Source
- Mémoires complets et authentiques du duc de Saint-Simon sur le siècle.